# Antonio Abadía (athlétisme)
Pour les articles homonymes, voir Antonio Abadía et Abadia.
Antonio Abadía Beci, né le 2 juillet 1990 à Saragosse, est un athlète espagnol, spécialiste des courses de fond.

## Palmarès
| Date | Compétition                       | Lieu         | Résultat | Épreuve     | Temps          |
| ---- | --------------------------------- | ------------ | -------- | ----------- | -------------- |
| 2009 | Championnats d'Europe juniors     | Novi Sad     | 1er      | 3 000 m st. | 8 min 47 s 45  |
| 2010 | Championnats ibéro-américains     | San Fernando | 9e       | 5 000 m     | 14 min 26 s 31 |
| 2011 | Championnats d'Europe espoirs     | Ostrava      | 4e       | 3 000 m st. | 8 min 41 s 82  |
| 2014 | Championnats d'Europe par équipes | Brunswick    | 3e       | 3 000 m     | 7 min 52 s 22  |
| 2014 | Championnats d'Europe             | Zürich       | 8e       | 5 000 m     | 14 min 11 s 89 |
| 2016 | Championnats d'Europe             | Amsterdam    | 3e       | 10 000 m    | 28 min 26 s 07 |

## Records
| Épreuve | Performance    | Lieu   | Date        |
| ------- | -------------- | ------ | ----------- |
| 5 000 m | 13 min 30 s 91 | Eugene | 31 mai 2014 |